# Woodsetts
Woodsetts är en ort och civil parish i Rotherham i Storbritannien. Den ligger i grevskapet South Yorkshire och riksdelen England, i den sydöstra delen av landet, 220 km norr om huvudstaden London. Woodsetts ligger 62 meter över havet och antalet invånare är 1 842.
Terrängen runt Woodsetts är platt, och sluttar brant österut. Runt Woodsetts är det tätbefolkat, med 591 invånare per kvadratkilometer. Närmaste större samhälle är Sheffield, 19,9 km väster om Woodsetts. Trakten runt Woodsetts består till största delen av jordbruksmark.